# Thothori Nyancen
Lha Thothori Nyancen (tibeti: ལྷ་ཐོ་ཐོ་རི་གཉན་བཙན་, wylie: lha tho tho ri gnyan btsan, kínai: 佗土度) a tibeti hagyomány szerint Tibet 28. királya volt. A Lha méltósági cím, melynek jelentése „isteni, az ég isteneihez érő”, a hivatalos nevének nem képezi részét.
A dél-tibeti Jarlung-dinasztiához tartozott. A mai tudósok szerint valóságos uralkodó volt, ugyanis kínai források is hivatkoznak rá. Az 5. századra teszik ezek a források az uralkodásának az idejét, ugyanis a 33. király, Szongcen Gampo 650. halt meg. Egyes számításokat, melyek szerint 173-ban vagy 254-ben született, ma már elvetnek. Nem uralkodott Tibet teljes területe fölött, valószínűleg csupán a Jarlung Cangpo nagykanyon területén.
A helyi legendák szerint a legelső buddhista írások (köztük a Kárandavjúha-szútra) az ő idején érkeztek Tibet területére. Egy történet állítása szerint ez egy csodának volt köszönhető (a szöveg az égből a palota tetejére zuhant), amelynek talán történelmi alapja is lehet (buddhista hittérítők érkezése).
Úgy tartják, hogy az égből érkező kosárban volt egy csintamani (kívánságot teljesítő kőtárgy). A király idején több ilyen tárgy is aláhullott az égből, amelynek nem értette a király a jelentését, mindenesetre megtartotta azokat. Évekkel később két rejtélyes idegen érkezett a királyi udvarhoz, akik magyarázattal szolgáltak a tárgyakat illetően (köztük egy Buddha étkező tállal és egy mani kő az om mani padme hum mantrával). Ezek a tárgyak indították útjára a dharmát (Buddha tanításait) Tibetben.

## A popkultúrában
A Twin Peaks kilencedik részében Dale Cooper azt mondja Rosenfield ügynöknek, hogy „az első tibeti király, akit megérintett a dharma Ha-tho-tho-ri gnyan-btsan volt. Őt és az őt követő királyokat nevezték együttesen a Boldog generációnak”  A névnek a helyesírása eltér a DVD feliraton szereplő helyesírástól („Hathatha Rignamputsan”) de majdnem megegyezik az előbbivel. Ezért valószínűleg rá utal Cooper története.